# Арбуе
Арбуе (фр. Harbouey) насеље је и општина у североисточној Француској у региону Лорена, у департману Мерт и Мозел која припада префектури Линевил.
По подацима из 2011. године у општини је живело 104 становника, а густина насељености је износила 10,26 становника/km². Општина се простире на површини од 10,14 km². Налази се на средњој надморској висини од 310 метара (максималној 313 m, а минималној 261 m).

## Демографија
| 1962. | 1968. | 1975. | 1982. | 1990. | 1999. | 2011. |
| ----- | ----- | ----- | ----- | ----- | ----- | ----- |
| 152   | 171   | 139   | 112   | 100   | 94    | 104   |

График промене броја становника у току последњих година